# Džamu in Kašmir
Džamu in Kašmir (hindijsko जम्मू और कश्मीर, latinizirano: Jọm tụ Kạšīr, Jammū aur Kašmīr; urdujsko مقبوضہ کشمیر, latinizirano: Jammūn va Kašmīr; kašmirsko جۄم تٕ کٔشېر, जॅम तु' क'शीर) je zvezno ozemlje v severni Indiji, večkrat označevana s kraticami J&K. Leži v glavnem v himalajskem pogorju, in meji z indijskima zveznima državama Himačal Pradeš in Pandžab na jugu. Pakistansko-indijska linija kontrole jo ločuje od teritorijev pod pakistanskim administrativnim nadzorom t.i. Azad Kašmirja in Gilgit-Baltistana na zahodu in severu, Indijsko-Kitajska linija dejanske kontrole pa jo ločuje od teritorija pod Kitajsko upravo t.i. Aksaj Čin na vzhodu. Država Džamu in Kašmir ima na podlagi ustave Indije in njenega 370. člena posebno avtonomijo.
Uradno stališče Indije je, da Džamu in Kašmir predstavlja celotno ozemlje nekdanje kneževine Džamu in Kašmir, ki je na območju obstajala do oktobra leta 1947, dejansko pa Indija nadzoruje nekaj manj kot polovico njegove površine. Ostali del je razdeljen med Pakistanom in v manjši meri Kitajsko.
Indijska vlada šteje celotno ozemlje kot del Indije, kot del svoje najsevernejše zvezne države, vključujoč ozemlje, ki ga upravlja Pakistan, ki ga imenuje Kašmir pod Pakistansko upravo (oziroma okupacijo). Na drugi strani Pakistan ne priznava indijske suverenosti niti nad ozemljem, ki je trenutno pod indijsko kontrolo in ga imenuje Okupirani Kašmir, medtem ko ozemlje pod svojo kontrolo imenuje  Ázád Kašmir (Svobodni Kašmir). Pakistan sicer ne obravnava Kašmirja kot del svojega ozemlja, ampak trdi, da bi se morali o usodi Kašmirja svobodno odločati njegovi prebivalci. Ázád Kašmir uživa v okviru Pakistana določeno avtonomijo. Nadalje Pakistan ne obravnava (za razliko od Indije) območja Gilgit-Baltistana za del Kašmirja; to območje je strateškega pomena zaradi Karakorumske ceste, ki povezuje Pakistan s Kitajsko. To ozemlje je bilo priključeno Pakistanu in nanj se ne nanašajo izjave o svobodi Kašmirja, vendar pa velikost ozemlja večkrat presega območje Ázád Kašmirja.
Kitajska upravlja manjše gorato ozemlje Aksaj Čin, po kateri vodi strateška pot iz Avtonomne pokrajine Šindžjang-Ujgur do Tibeta. Formalno je območje prevzela na podlagi dogovora s Pakistanom. Indija oporeka, da bi ozemlje pripadalo Pakistanu. Obe državi sta leta 1962 za to ozemlje vodile kratko vojno. Kitajska je to območje zgodovinskega Kašmirja priključila avtonomni pokrajini Šindžjang-Ujgur.
Glede na navedeno indijska vlada prepoveduje (in sankcionira v kolikor je v njeni moči) kakršnekoli publikacije, ki popisujejo ali prikazujejo Indiji pripadajoče ozemlje kot sporno ali celo kot del Pakistana ali Kitajske. Na primer leta 1998 je bila v Indiji prepovedana distribucija CD-ROM-a Enciklopedije Britanike. V drugem primeru pa so indijske oblasti razglasile nekega tujega ministra za gospodarstvo za persona non-grata, ker je na video prezentaciji bil zemljevid Indije prikazan brez celotnega ozemlja Kašmirja, ampak le del pod indijsko kontrolo.
Ozemlje, ki je ostalo pod indijsko kontrolo, je sestavljeno iz treh delov: pokrajina Džamu, dolina Kašmirja in Ladak na vzhodu. Prebivalci Kašmirja so v veliki večini muslimani, le v Ladaku prevladuje budizem. To območje je bilo včasih samostojno budistično kraljestvo imenovano tudi Mali Tibet. Prebivalci govorijo svoj jezik ladakščino, ki je sorodna s tibetanščino.

## Geografija
Celotno ozemlje je pretežno gorato, razen na južnih mejah ležeči Džamu, ki je v nižini. Na vzhodu zaobsega vrhove Himalaje, Zanskar v Ladaku se stika s pogorjem Karakorum, na severu se tudi dotika pogorja Hindukuš. Najvišja gora v Kašmirju je druga najvišja gora na svetu, K2 (tudi Mount Godwin Austen, Čhokori, Qogir Feng visoka 8611 m).
Najpomembnejša kašmirska reka je Ind, ki izvira v sosednjem Tibetu in po Kašmirju teče iz vzhoda na zahod, kjer se obrne na jug in teče po Pakistanu ter izliva v Arabsko morje.

## Zgodovina

### Zgodnje obdobje
V poznem Vedskem obdobu, ko so se razmahnila kraljestva Vedskih plemen, se je Utara–Kurus naselil v Kašmirju.
Leta 326 pr. n. št. je kralj Porus prosil Abisaresa, kralja Kašmirja za pomoč v boju proti Aleksandru Velikem v bitki pri Hidaspu. (V bližini današnjega mesteca Džhelum ob istoimeni reki). Ko je Porus zgubil bitko se je Abisares podredil Aleksandru in mu poslal zaklad in slone. V času vladanja Ašoke (304–232 pr. n. št.) je Kašmir postal del Maurijskega cesarstva in takrat se je budizem razširil v Kašmir. V tem času je bilo zgrajenih mnogo stup, nekateri templji posvečeni Šivi, zgrajeno pa je bilo tudi mesto Šrinagar. Kaniška (127–151), cesar iz Kušanske dinastije, je zavzel Kašmir in ustanovil novo mesto Kaniškapur. Budistično izročilo pravi, da je Kaniška sklical četrti budistični svet v Kašmirju, ki so se ga udeležili modreci Ašvagoša, Nagardžuna in Vasumitra. Do 4. stoletja je Kašmir postal center za budizem in hinduizem. Kašmirski budistični misijonarji so pomagali razširjati budizem v Tibet in na Kitajsko in od 5. stoletja so romarji iz teh dežel začeli obiskovati Kašmir. Kumārajīva (343–413) je bil med tistimi Kašmirskimi modreci, ki so potovali na Kitajsko. Vplival je na kitajskega cesarja Jao Šinga in razširjal prevajanje mnogih del v sanskrtu v kitajščino v samostanu Čang'an.
Hepfalitski (Beli Huni) pod vodstvom Toramana so prečkali pogorje Hindukuša in osvojili večji del zahodne Indije vključno s Kašmirjem. Njegov sin Mihirakula (ok. 502–530) je vodil vojaški pohod za osvojitev vse Severne Indije. Zoperstavil se mu je Baladitja pri kraju Magada in nato ga je porazil Yasodharman pri kraju Malwa. Po porazu se je Mihirakula vrnil v Kašmir, kjer je vodil upor proti kralju. Vpliv Hunov je upadel po Mihirakulini smrti.
V osmem stoletju se je pojavil Karkota imperij kot vladar v Kašmirju. Kašmir je zrasel v imperijalno silo pod Karkotami. Chandrapida iz te dinastije je bil priznan kot kralj Kašmirja s cesarskim ukazom kitajskega cesarja. Njegov naslednik Lalitaditja Muktapida je uspešno vodil vojaški pohod proti Tibetancem. Osvojil vzhodna kraljestva Magada, Kamarupa, Gauḍa in kraljestvo Kalinga. Lalitaditja je razširil svoj vpliv na Malvo in Gudžarat ter porazil Arabce pri Sindhu. Po njegovi smrti je vpliv Kašmirja na druga kraljestva upadel in dinastija je izumrla ok. leta 855–856. Kakrote je nasledila Utpala dinastija, ki jo je ustanovil Avanti Varman. Njegov naslednik Šankaravarman (885–902) je uspešno vodil vojaški pohod proti Gurdžaratom v Pandžabu. V drugi polovici 10. stoletja je oblast v Kašmirju prevzela kraljica Dida, ki je bila potomka Hindu Šahijev iz Kabula po materini strani.
Po njeni smrti leta 1003, je prestol prešel na dinastijo Lohara. Samgrāmarāja velja za ustanovitelja Lohara dinastije. Izkazal se je s tem, da je odbil dva napada Mahmuda iz Ghazne v Afganistanu, ki je poskušal neuspešno osvojiti Kašmir, obakrat mu ni uspelo obleganje trdnjave v Lohkoti. Zanji kralj iz dinastije Lohara Vantideva je vladal med 1165–1172. Naslednik imenovan Vupadeva, ki je bil izvoljen od plemstva, in ustanovitelj nove dinastije. Ta je izumrla leta 1273 s kraljem Rādžadevo, ki ni imel potomcev. Nasledil ga je brahman Laksmandadeva, ki sta ga nasledila sinova, po smrti poslednjega Sūhadeva, si je oblast prisvojil muslimanski prišlek Šah Mir.

### Muslimanski vladarji
Po letu 1320, po zadnjem kralju iz dinastije Lohara, si je minister, musliman, Šah Mir z državnim udarom zagotovil vladanje in ustanovitev nove muslimanske dinastije v Kašmirju. Vladarski naslov se je imenoval sultan.
V 14. stoletju je v Kašmirju postopoma postal dominantna religija islam. Sultani med letoma 1354–1470 so bili tolerantni do drugih veroizpovedi z izjemo sultana Sikandarja (1389–1413). Sultan Sikandar je uvedel davek na nemuslimane, prisilno opravljal spreobračanje v islam in si pridobil naziv But–Šikan zaradi uničevanja verskih kipov. Sultan Zain-ul-Abidin (ok. 1420–1470) je povabil umetnike in rokodelce iz Srednje Azije in Perzije, da bi izšolali lokalne umetnike v Kašmirju. Do sredine 16. stoletja je vloga in položaj hindujskih svečenikov močno upadel, ker so je priselilo veliko muslimanskih misijonarjev v Kašmir iz Srednje Azije in Perzije in perzijščina je nadomestila sanskrt kot uradniški jezik. 
Mogulski general Mirza Muhammad Haidar Dughlat, član vladarske družine iz Kašgarja, je okoli leta 1540 Kašmir okupiral v imenu cesarja Humajuna. Preganjanje šiitov, šafi'itov in sufistov je pripeljalo do revolta in odstavitev Dughlatove vladavine v Kašmirju.

### Moguli (1580–1750)
Kašmir ni izkusil direktne vladavine Mogulov do vladanja mogulskega padšaha (cesarja) Akbarja Velikega, ki je dolino obiskal osebno leta 1589. Moguli so leta 1586 zavzeli Kašmir in ga priključili svoji Afganski provinci Kabul Subah. Šah Džahan pa ga je izločil in ustanovil ločen subah (cesarsko provinco), s sedežem v Šrinagarju. V času naslednjih mogulskih cesarjev je bilo zgrajenih veliko znamenitih vrtov, mošej in palač. Verska netolerantnost in diskriminatorna obdavčitev se je ponovila za časa vladanja mogulskega cesarja Aurangzeba, ki je zavladal leta 1658. Po njegovi smrti pa je pomen Mogulskega cesarstva zatonil. Invazija Nadir Šaha v Indijo leta 1738 je še nadalje oslabila mogulsko kontrolo nad Kašmirjem.

### Afganski vladarji (1750–1819)
Leta 1753 je general vojske Šaha Ahmeda Abdalija zavzel Kašmir in nad njim vzpostavil vladavino Durrani imperija iz Afganistana. Afganska vladavina v Kašmirju je bila izjemno kruta in nasilna. Afganska nasilje se je končalo s smrtjo Šaha Ahmeda Abdalija leta 1772, vendar je Kašmir ostal pod afgansko oblasto še naslednjih 47 let.

### Sikhovski imperij
Po številnih bojih je maharadža Randžit Singh najprej izgnal Afganistance iz Pandžaba in se leta 1801, komaj 21-leten, dal proglasiti za Mahardžo Pandžaba in ustanovil Sikhovski imperij, ki ga je vodil do smrti leta 1839. Leta 1808 mu je svojo kneževino Džamu podredil radža Džamuja Gulab Singh. Leta 1818 je premagal afganske sunitske muslimanske vladarje v Šrinagarju Džabar Kana, mlajšega brata afganskega guvernerja Kašmirja Azim Kana in leta 1819 Kašmir priključil Sikovskemu imperiju. Za svojega guvernerja v Kašmirju je imenoval Devan Moti Rama. Kneževina Džamu v okviru Sikovskega imperija, pod vodstvom radže Gulab Singha je osvojila v dveh pohodih ves budistični Ladak, leta 1840 pa še Baltistan, ki so ga priključili Kašmirju.

### Anglo-sikhovska vojna
Po smrti maharadže Randžit Singha leta 1839, je sikovski dvor zajela anarhija in notranji boji. Brata radže Gulab Singha, Dhjan Singh in Sučet Singh ter tudi nečak Hira Singh so bili umorjeni. Umrl je tudi njegov sin, Udham Singh. Gulab Singh se je držal ob strani in deloval za ohranitev svojih ozemelj okoli Kašmirja. Kljub temu je v začetku leta 1845 Sikhovska vlada nad Džamu poslala vojsko, da pobere zaklad Gulab Singha in zahteva globo 30 milijonov nanakšahi rupij, ker naj bi podpiral nečaka Hira Singha. Z diplomatsko in vojaško spretnostjo, jih je zadovoljil le s plačilom 7 milijonov rupij. Hkrati je to bil začetek prve anglo-sikhovske vojne (1845–1846), ko so bili odnosi med Gulab Singhom in sikhovsko vlado resno napeti. Vzdrževal je prijateljske odnose z Vzhodno indijsko družbo. Sikhovska vojska ga je celo prosila, da postane njen poveljnik v Lahoreju. To je zavrnil in predlagal zavezništvo z Britanci. Ko so se vojne akcije sikhovske vojske z Angleži odvijale porazno, je Gulab Singh prispel v Lahore in postal predsednik vlade ter pričel pogajanja z Britanci. V pogajanjih so Britanci pokazali, da cenijo, da se ni vključil v vojno in mu ponudili, da ga naredijo neodvisnega vladarja Kašmirja in njegovih ozemelj. Britanci so nato naredili po svoje in od Sikhov zahtevali območja med rekama Satledž in Beas ter vojno odškodnino 15 milijonov nanakšahi rupij. Na to je pristala sikhovska delegacija in Gulab Singh, kar je bila osnova za t.i. sporazum iz Lahoreja.

### Ustanovitev kneževine Džamu in Kašmir
Po sporazumu z Britanci je sikovski dvor (vlada) obtožil radžo Gulab Singha dvojne vloge in ga razrešila iz položaja predsednika vlade. Novi premier, Lal Singh, je ponudil Gulab Singhove teritorije Britancem za vojno odškodnino, kar je nakazalo tudi popoln razkol z Gulab Singhom. Britanci pa so zahtevali celotno območje hribovitega teritorija med rekama Beas in Ind ter kot odškodnino, ki je vključevala Kašmirsko dolino in ozemlje Hazare poleg ozemelj v lasti Gulab Singha. To je bil tudi končni dogovor. Britanci so potem dobljeni teritorij prenesli na Gulab Singha s  Sporazumom iz Amritsarja le teden kasneje, v zameno za plačilo 7,5 milijona rupij. Britanci kot tudi Sikovski imperij sta Gulab Singha priznala kot neodvisnega maharadžo.
Vendar je Lahore naročil guvernerju Kašmirja, šejku Imam Udinu, da se upre izročitvi Kašmirja. Gulab Singhovega odposlanca Wazirja Lakhpata je v Kašmirju ubila sikovska vojska. Gulab Singh se je moral tudi  soočiti z uporom v svoji provinci Radžouri in Rampur. Pritisnjen iz vseh strani je Gulab Singh pozval Britance, da izvršijo obveze in določbe sporazuma. Tako so kombinirane sile iz Lahoreja, Britancev in Dogre prispele v Kašmir in dosegle predajo Kašmirja. Wazir Lal Singh iz sikovske vlade je bil obtožen uporništva. Gulab Singh je vstopil v Šrinagar  9. novembra 1846 kot maharadža Džamuja in Kašmirja.

## Prebivalstvo
Predloga:IndijaPopis
Verska pripadnost v državi Džamu in Kašmir (2011)
Jeziki v Džamu in Kašmir (2011)
Glavne narodnostne skupnosti živeče v Džamu in Kašmirju so Kašmirci, Gudžari/Bakarvali, Pahari, Dogri in Ladakijci. Kašmirci v glavnem živijo v glavni Kašmirski dolini in v Dolini Čenab v predelu Džamu in kot manjšina še v predelu pogorja Pir Pandžal. Pahari (potvari) jezik govoreči živijo v glavnem v in okoli predela Pir Pandžal in nekaj tudi na severu Kašmirske doline. Nomadski Gudžarji in Bakervali večinoma živijo v Pirpandžal regiji. Dogri so narodnostno, jezikovno in kulturno navezani na sosednje Pandžabce ter v glavnem živijo na območju Udampura in okraju Džamu. Ladakijci bivajo v okrožju Ladak.
Džamu in Kašmir je ena od dveh indijskih upravnih enot (druga je Zvezni teritorij Lakšadvip, ki je pretežno muslimanski) z muslimansko večinsko populacijo. Glede na popis leta 2011, islam prakticira okoli 68,3 % prebivalstva v zvezni državi, med tem ko 28,4 % prakticira hinduizem ter majhna manjšina sledi sikizmu (1,9 %), budizmu (0,9 %) in krščanstvo (0,3 %). Okoli 96,4 % prebivalcev Kašmirske doline je muslimanov, ki jim sledijo hindujci (2,45 %) in Siki (0,98 %) ter preostali (0,17 %) Šiiti živijo v okrožju Badgam, kjer so večina. Šiitska populacija po oceni predstavlja 14 % prebivalcev v zvezni državi.
V Džamuju hindujci predstavljajo 62,55 % prebivalstva, muslimani 33,45 % in Siki 3,3 %; V Ladaku (sestavlja ga budistično-dominanten Leh in šiitsko muslinansko-dominanten Kargil), muslimani predstavljajo okoli 46m4 % prebivalcev, preostali pa so budisti (39,7 %) in hindujci (12,1 %). Prebivalci Ladaka so indo-tibetanskega izvora, južna območja Džamuja obsegajo tudi več skupnosti, katerih sorodstvene vezi so v bližnjih indijskih zveznih državah Harjani in Pandžabu.
Po nekaterih ocenah je skoraj celotna skupnost 160.000–170.000 Kašmirskih braminov, tudi imenovanih kašmirski Panditi, (tj. okoli 150.000 do 160.000) zapustilo Kašmirsko dolino po nemirih in napadih nanje leta 1990. Po oceni nekaterih je vseh Kašmirskih Panditov, ki so notranje razseljeni zaradi dolgotrajnih nemirov, kar okoli 300.000.
Popis prebivalstva pred neodvisnostjo leta 1941 je pokazal, da je bila takrat populacijska sestava naslednja: muslimanov 72,41 % in hindujcev 25,01 %. Po podatkih iz popisa leta 1961 so muslimani predstavljali 68,31 % prebivalstva in hindujci 28,45 %. Delež muslimanov je leta 1981 padel na 64,19 %, a je do leta 2011 narasel spet na 68,31 %.
| Območje | % površine | % Prebivalcev | Št. prebivalcev | % muslimanov | % hindujcev | % Sikov | % budistov in drugih |
| --- | ---------- | ------------- | --------------- | ------------ | ----------- | ------- | -------------------- |
| Kašmir | 15,73 %    | 54,93 %       | 6.888.475       | 96,40 %      | 2,45 %      | 0,98 %  | 0,17 %               |
| Džamu | 25,93 %    | 42,89 %       | 5.378.538       | 33,45 %      | 62,55 %     | 3,30 %  | 0,70 %               |
| Ladak | 58,33 %    | 2,18 %        | 274.289         | 46,40 %      | 12,11 %     | 0,82 %  | 39,67 %              |
| Džamu in Kašmir | 100 %      | 100 %         | 12,541.302      | 68,31 %      | 28,43 %     | 1,87 %  | 0,89 %               |
| - Statistika iz 2011 Census India: Population by religious community - 525.000 beguncev iz območja pod indijsko upravo (v glavnem province Džamu) je migriralo v Pakistan in Azad Kašmir leta 1947–48.:125 - 226.000 beguncev iz območja pod pakistansko upravo je migriralo v Indijo ter Džamu in Kašmir leta 1947–48. - Po ocenah med 50.000-150.000 kašmirskih muslimanov in med 150.000–300.000 kašmirskih Panditov je zaradi konflikta notranje razseljenih. |            |               |                 |              |             |         |                      |

V Džamu in Kašmirju so osnovni pogovorni jeziki kašmirščina, urdujščina, dogri, hindijščina, pandžabščina, pahari, balti, ladaki, godžri, šina in paštunščina. Urdujščina, ki se piše s perzijsko pisavo je uradni jezik zvezne države Džamu in Kašmir. Hindijščina je tudi široko razumljena med ljudmi. Mnogi govorci teh jezikov uporabljajo urdujščino ali angleščino kot drugi jezik.
Urdujščina zavzema osrednjo vlogo v medijih, izobraževanju, v verskem in političnem komuniciranju, kot tudi v zakonodaji Džamu in Kašmir. Ta jezik ima med muslimani v Južni Aziji vlogo simbola identitete. Poleg tega kot jezik velja za nevtralnega in nikogaršnji materni jezik v večjezičnem območju, kot tak je bil široko sprejet med kašmirskimi muslimani.
Pokrajina Džamu ima 70:30 hindujsko-muslimansko razmerje. Dogre so s 67 % največja posamična etnična skupina v multi-etnični regiji Džamu, kjer živijo s Pandžabci, Kašmirci, Pahariji, Bakervali in Gudžarji. V hindujsko prevladujočih okrajih zahtevajo samostojno zvezno državo. Ladak pa je največja regija v zvezni državi, kjer pa živi le nekaj nad 200.000 ljudi. Ladak ima dva okraja: Leh (68 % budistov) in Kargil (91 % muslimanskega prebivalstva).

## Galerija fotografij iz Kašmirja
- Reka Ind pri kraju Leh
- Jezero Tso Moriri
- Topografska karta Džamu in Kašmirja (Kašmirska dolina, območje Džamu in območje Ladaka je vidno po višini)
- Pogorje v Džamu in Kašmirju
- Jezero Nageen
- Rafting na reki na območju Zanskar v okrožju Kargil
- Pogled iz pobočij Gulmarg. Žičnica se uporablja kot smučarska vlečnica
- Naravne skalnate in peščene formacije ob reki Sumkhel Lungpa na planoti More
- Verinag izvir reke Dželam
- Mestece Kargil na nadmorski višini 2676 m